# ディーモン・デイズ
『ディーモン・デイズ』（Demon Days）は、ゴリラズの2枚目のアルバム。

## 概要
前作から約4年ぶりとなるアルバム。よりダークで濃密な作品とメンバーがコメントしている。

## 参加ミュージシャン
- デ・ラ・ソウル
- ネナ・チェリー
- アイク・ターナー
- デニス・ホッパー
- ショーン･ライダー

## 収録曲
1. イントロ / INTRO
2. ラスト・リヴィング・ソウルズ / LAST LIVING SOULS
3. キッズ・ウィズ・ガンズ /KIDS WITH GUNS
4. オー・グリーン・ワールド / GREEN WORLD
5. ダーティ・ハリー / DIRTY HARRY
6. フィール・グッド・インク / FEEL GOOD INC. ( ALBUM CROSSFADE )
iPodのCM曲として使われた。
7. エル・マニャーナ / EL MAÑANA
8. エヴリ・プラネット・ウィ・リーチ・イズ・デッド / EVERY PLANET WE REACH IS DEAD
9. ノーヴェンバー・ハズ・カム / NOVEMBER HAS COME
10. オール・アローン / ALL ALONE
11. ホワイト・ライト / WHITE LIGHT
12. 挑戦 / DARE
13. ファイア・カミング・アウト・オブ・ザ・モンキーズ・ヘッド / FIRE COMING OUT OF THE MONKEY'S HEAD
14. ドント・ゲット・ロスト・イン・ヘヴン / DON'T GET LOST IN HEAVEN
15. ディーモン・デイズ / DEMON DAYS

### 日本盤ボーナス・トラック
1. 68ステイト / 68 STATE

## その他

### ディーモン・デイズ　限定盤スペシャル・パッケージ
2005年5月25日発売。通常盤のCDに、DVDがついた生産数量限定盤。DVDには「フィール・グッド・インク」のPV、メイキング映像が収録されている。発売初日で即日完売し、アンコールに応え、9月7日に再プレスしている。

### ディーモン･デイズ　期間限定スペシャル・プライス盤
2005年8月31日発売。ボーナス･トラックが「68ステイト」ではなく「ピープル」が収録されている。

### ディーモン・デイズ　プレミアム・エディション
2006年3月8日発売。ボーナス･トラックが「68ステイト」ではなく「ホンコン （ライヴ＠マンチェスター・オペラハウス) 」が収録されている。